# جارد غيثر
جارد غيثر (بالإنجليزية: Jared Gaither)‏ هو لاعب كرة قدم أمريكية أمريكي، ولد في 18 مارس 1986 في White Plains, Maryland ‏ في الولايات المتحدة.

## وصلات خارجية
- جارد غيثر على موقع مرجع كرة القدم المحترفة.كوم (الإنجليزية)